# Cassina de' Pecchi
Cassina de' Pecchi är en ort och kommun i storstadsregionen Milano, innan 31 december 2014 i provinsen Milano, i regionen Lombardiet i Italien. Kommunen hade 13 891 invånare (2018).